# Паїсій Хилендарський
Святи́й Паї́сій Хиленда́рський або Паїсій Хілендарський (болг. Паисий Хилендарски; 1722, Бансько — 1773, Асеновград) — болгарський історик та письменник, монах Хіландарського й Зографського монастирів на Святій горі Афон.
Автор «Історії слов'яноболгарської» (1762 рік) — першої болгарської історії (написана церковнослов'янською мовою). Його вважають ініціатором болгарського національного відродження: патріотична спрямованість «Історії слов'яноболгарської» сприяла прискоренню процесу формування національної самосвідомості народу. Закликав болгар до звільнення від османського гноблення. Саме цей рік (1762) вважають за початок болгарського національного відродження.
Постановою уряду Болгарії від 28 липня 2000 року було засновано нагороду ім. Святого Паїсія Хилендарського, якою нагороджують діячів культури за внесок у розвиток Болгарії. На честь Паїсія Хілендарского назвали Пловдивський університет. Образ Паїсія Хілендарского зобразили на болгарській банкноті номіналом у 2 леви 1999 року випуску, а також на поштових марках.